# Гюльгюн, Медина
Медина Гюльгюн (азерб. Mədinə Gülgün), при рождении Медина Нурулла кызы Алекперзаде (азерб. Mədinə Nurulla qızı Ələkbərzadə; 17 января 1926, Баку, Азербайджанская ССР — 17 февраля 1992, там же) — азербайджанская поэтесса, участница национально-освободительного движения в Иранском Азербайджане, Заслуженный деятель искусств Азербайджанской ССР (1987).

## Биография
Медина Алекперзаде родилась 17 января 1926 года в Баку. В 1938 году вместе с семьёй переехала в город Ардебиль в Иранском Азербайджане. С 1947 года жила в эмиграции, была активным участником движения за национальную свободу и демократию Южного Азербайджана (1941—46). С 1945 года была членом Демократической партии Азербайджана. По образованию филолог. Начала печататься с 1945 года. В 1945 году стихотворения Медины Гюльгюн были опубликованы в Тебризе в газетах «На пути к Родине» и «Азербайджан».
Является автором стихов и поэм на темы любви к Родине, освободительной войне народов Ирана, в том числе и народов Южного Азербайджана, среди которых книги «Весна Тебриза» (1950), «Дочь Тебриза» (1956), «Стихи» (1962), «Песнь моих воспоминаний» (1969), «Завтрашний день нашего мира» (1974), «Мечта тоже жизнь» (1976), «Паруса моих надежд» (1981). Является автором слов песни «Ты не пришла» (музыка Алекпера Тагиева).
Медина Гюльгюн перевела на азербайджанский ряд стихов. Произведения Гюльгюн переводились на русский и другие языки народов СССР, а также на иностранные языки.
Награждена орденом «Знак Почёта».
В 1987 году Президиум Верховного Совета Азербайджанской ССР присвоил Медине Гюльгюн за заслуги в области литературы и культуры почётное звание Заслуженного деятеля искусств Азербайджанской ССР.
Медина Гюльгюн была замужем за известным азербайджанским поэтом из Иранского Азербайджана народным поэтом Азербайджана Балашем Азероглу.
Медина Гюльгюн скончалась 17 февраля 1992 года. В 2012 году её личные вещи, наряду с личными вещами мужа, были переданы в Музей независимости Азербайджана.